# ایزهر کوهن
ایزهر کوهن (به انگلیسی: Izhar Cohen) (زاده ۱۳ مارس ۱۹۵۱) خوانندهٔ اسرائیلی است.
او در سال ۱۹۷۸ به نماینگی از اسرائیل در مسابقه یوروویژن شرکت کرد و برنده شد.